# Lisa Billuart-Monet
Pour les articles homonymes, voir Monet.
Lisa Billuart Monet est une réalisatrice de documentaire franco-belge. 
Son premier documentaire, Mon nom est Clitoris, sorti en novembre 2019, s'intéresse à la sexualité féminine vue par les femmes elles-mêmes.

## Biographie
Elle commence ses études de cinéma en France par une MANCAV (Mise à Niveau Cinéma et Audiovisuel) à Corbeil-Essonnes, et poursuit ses études supérieures à l'INSAS à Bruxelles, dont elle sort diplômée de la Section Image (Master 1)[réf. nécessaire]. 
Elle travaille en tant que réalisatrice de documentaire, chef opératrice et assistante caméra, en France et en Belgique. 

### Mon nom est clitoris
Lisa Billuart-Monet s'est fait connaître grâce au documentaire réalisé avec Daphné Leblond intitulé Mon nom est clitoris sorti en novembre 2019. Il s'agit de leur premier film. Ce documentaire est un dialogue libre entre jeunes femmes autour de la sexualité féminine. Les deux femmes lancent le projet du documentaire en 2015 à la suite d'une discussion sur les tabous dans la sexualité et sur les événements qui leur ont « vraiment porté préjudice » dans leur sexualité. Elles s’intéressent alors aux témoignages d'autres femmes concernant leur rapport à leur sexualité, aux injonctions sociétales en termes de pratiques sexuelles et aux différents tabous liés à cette thématique et déclarent : « Nous avons voulu faire le film qu'on aurait voulu voir adolescentes » et que leur volonté est de « changer le monde et de faire valoir le droit des femmes à une éducation sexuelle informée, délivrée des contraintes et des tabous ».
Selon les réalisatrices, « l'effacement du clitoris est le symbole de la méconnaissance et de la censure de la sexualité des femmes cisgenres » et il est abordé comme un continent inconnu. Pour leur documentaire, elles interviewent de nombreuses femmes dans des lieux « sécurisants » pour leur permettre de se sentir à l'aise et de rendre leur parole plus libre et fluide.
De par sa visée pédagogique, le film est diffusé et distribué avec un dossier pédagogique dans une centaine de Planning familial en Belgique.

## Filmographie
- 2020 : Mon nom est clitoris

## Distinctions

### Récompenses
- 2020 : Magritte du meilleur documentaire[réf. nécessaire]
- 2020 : Étoile de la Scam[réf. nécessaire]
- 2020 : Prix FranceTV « Des images et des elles » 2020 au Festival International de Films de Femmes de Créteil[4]

### Nominations
- 2019 : Section « Voir autrement le monde » au Festival International Jean Rouch[5]
- 2020 : Section « Soulever des montagnes » au Festival Imagésanté de Liège[réf. nécessaire]